# Agusta A103
L'Agusta A103 era un elicottero leggero monoposto sviluppato come iniziativa privata della Agusta nel 1959, equipaggiato con un motore prodotto dalla stessa casa.
Il velivolo faceva parte dello sforzo inventivo e produttivo espresso dalla casa italiana per ritagliarsi un proprio posto nel panorama aeronautico mondiale, partendo dalla esperienza acquisita dalla collaborazione con la americana Bell. Insieme allo A103, venne proposta anche la versione biposto, l'A104, propulso da un motore più potente, l'1MV da 140 HP anch'esso della Agusta.

## Tecnica
L'elicottero aveva la classica configurazione "pod & boom", con una trave di coda all'estremità della quale si trovava il rotore anticoppia, protetto da un pattino. L'elica bipala con barra stabilizzatrice sovrastava la bolla in materiale plastico simile a quella dell'AB-47 con delle aperture laterali non protette da portiere. Non vi era carenatura a protezione del motore e la fusoliera era dotata di pattini tubolari.